# 23817 Ґокалк
23817 Ґокалк (23817 Gokulk) — астероїд головного поясу, відкритий 17 серпня 1998 року.
Тіссеранів параметр щодо Юпітера — 3,455.